# Chapui
Chapui é uma vila no distrito de Barddhaman, no estado indiano de Bengala Ocidental.

## Demografia
Segundo o censo de 2001, Chapui tinha uma população de 5185 habitantes. Os indivíduos do sexo masculino constituem 55% da população e os do sexo feminino 45%. Chapui tem uma taxa de literacia de 59%, inferior à média nacional de 59,5%; a literacia no sexo masculino é de 71% e no sexo feminino é de 46%. 12% da população está abaixo dos 6 anos de idade.